# Лукас Ліма
Лукас Ліма (порт. Lucas Lima, нар. 9 липня 1990, Марилія) — бразильський футболіст, півзахисник клубу «Палмейрас». На умовах оренди грає за «Форталезу».
Виступав, зокрема, за клуби «Інтернасьйонал» та «Сантус», а також національну збірну Бразилії.
Переможець Ліги Пауліста.

## Клубна кар'єра
Народився 9 липня 1990 року в місті Марилія. Вихованець футбольної школи клубу «Інтернасьйонал».
У дорослому футболі дебютував 2011 року виступами за команду клубу «Інтернасьйонал Лімейра» в складі якої не провів жодного матчу чемпіонату. Наступного року став гравцем «Інтернасьйонала», відіграв за команду з Порту-Алегрі один сезон своєї ігрової кар'єри.
Протягом 2013—2013 років захищав кольори команди клубу «Спорт Ресіфі».
До складу клубу «Сантус» приєднався 2014 року. Відтоді встиг відіграти за команду з Сантуса 67 матчів в національному чемпіонаті.

## Виступи за збірну
2015 року дебютував в офіційних матчах у складі національної збірної Бразилії. Наразі провів у формі головної команди країни 14 матчів, забивши 2 голи.
У складі збірної був учасником розіграшу Кубка Америки 2016 року у США.
| Дата       | Місто          | Господарі | Результат | Гості      | Турнір                       | Голи | Примітки |
| ---------- | -------------- | --------- | --------- | ---------- | ---------------------------- | ---- | -------- |
| 5-9-2015   | Гаррісон       | Бразилія  | 1 – 0     | Коста-Рика | товариський матч             | -    | 67'      |
| 8-9-2015   | Фоксборо       | США       | 1 – 4     | Бразилія   | товариський матч             | -    | 63'      |
| 8-10-2015  | Сантьяго       | Чилі      | 2 – 0     | Бразилія   | Відбір до ЧС 2018            | -    | 82'      |
| 13-10-2015 | Форталеза      | Бразилія  | 3 – 1     | Венесуела  | Відбір до ЧС 2018            | -    | 65'      |
| 13-11-2015 | Буенос-Айрес   | Аргентина | 1 – 1     | Бразилія   | Відбір до ЧС 2018            | 1    | 60' 64'  |
| 17-11-2015 | Сальвадор      | Бразилія  | 3 – 0     | Перу       | Відбір до ЧС 2018            | -    | 89'      |
| 25-3-2016  | Ресіфі         | Бразилія  | 2 – 2     | Уругвай    | Відбір до ЧС 2018            | -    | 84'      |
| 29-3-2016  | Асунсьйон      | Парагвай  | 2 – 2     | Бразилія   | Відбір до ЧС 2018            | -    | 70'      |
| 29-5-2016  | Коммерс-Сіті   | Панама    | 0 – 2     | Бразилія   | товариський матч             | -    | 64'      |
| 4-6-2016   | Пасадіна       | Бразилія  | 0 – 0     | Еквадор    | Копа Америка 2016 - 1-й етап | -    | 86'      |
| 8-6-2016   | Орландо        | Бразилія  | 7 – 1     | Гаїті      | Копа Америка 2016 - 1-й етап | 1    | 62'      |
| 12-6-2016  | Фоксборо       | Перу      | 1 – 0     | Бразилія   | Копа Америка 2016 - 1-й етап | -    | 72'      |
| 6-10-2016  | Натал          | Бразилія  | 5 – 0     | Болівія    | Відбір до ЧС 2018            | -    | 76'      |
| 26-1-2017  | Ріо-де-Жанейро | Бразилія  | 1 – 0     | Колумбія   | товариський матч             | -    | 49' 69'  |
| Усього     |                | Матчів    | 14        |            | Голів                        | 2    |          |

## Титули і досягнення
- Переможець Ліги Пауліста (1):

«Сантос Лагуна»: 2015, 2016
- Чемпіон Бразилії (1):

«Палмейрас»: 2018
- Володар Кубка Лібертадорес (1):

«Палмейрас»: 2020
- Володар Кубка Бразилії (1):

«Палмейрас»: 2020